# (2259) Софиевка
(2259) Софиевка — астероид главного пояса, который был открыт 19 июля 1971 года советским астрономом Б. А. Бурнашевой в Крымской астрофизической обсерватории и назван в честь расположенного в украинском городе Умань природно-исторического парка Софиевка.